# Lustgarten (Berlijn)

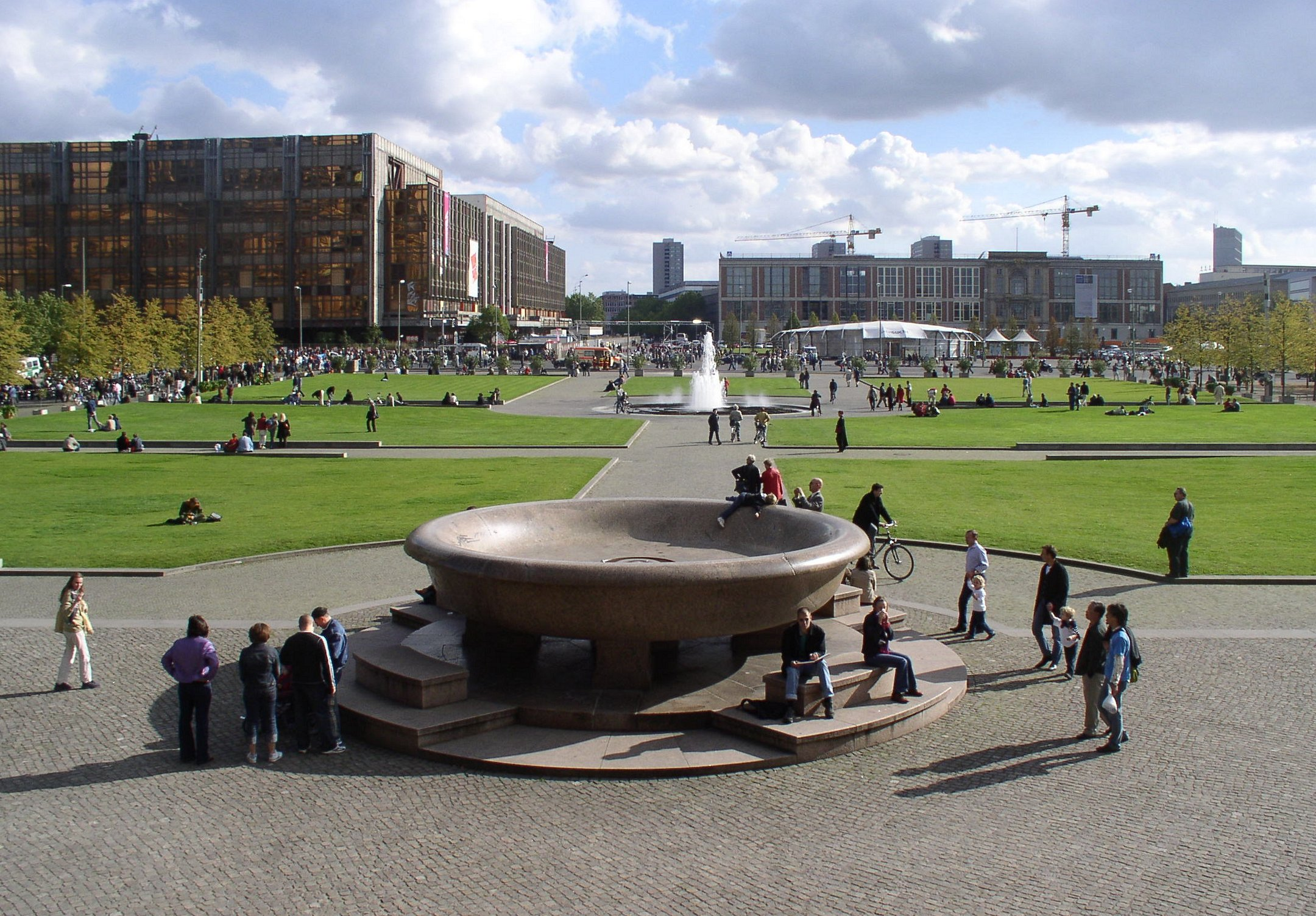
De Lustgarten met granieten schaal, links daarachter het Palast der Republik, rechts het Staatsraadgebouw van de DDR

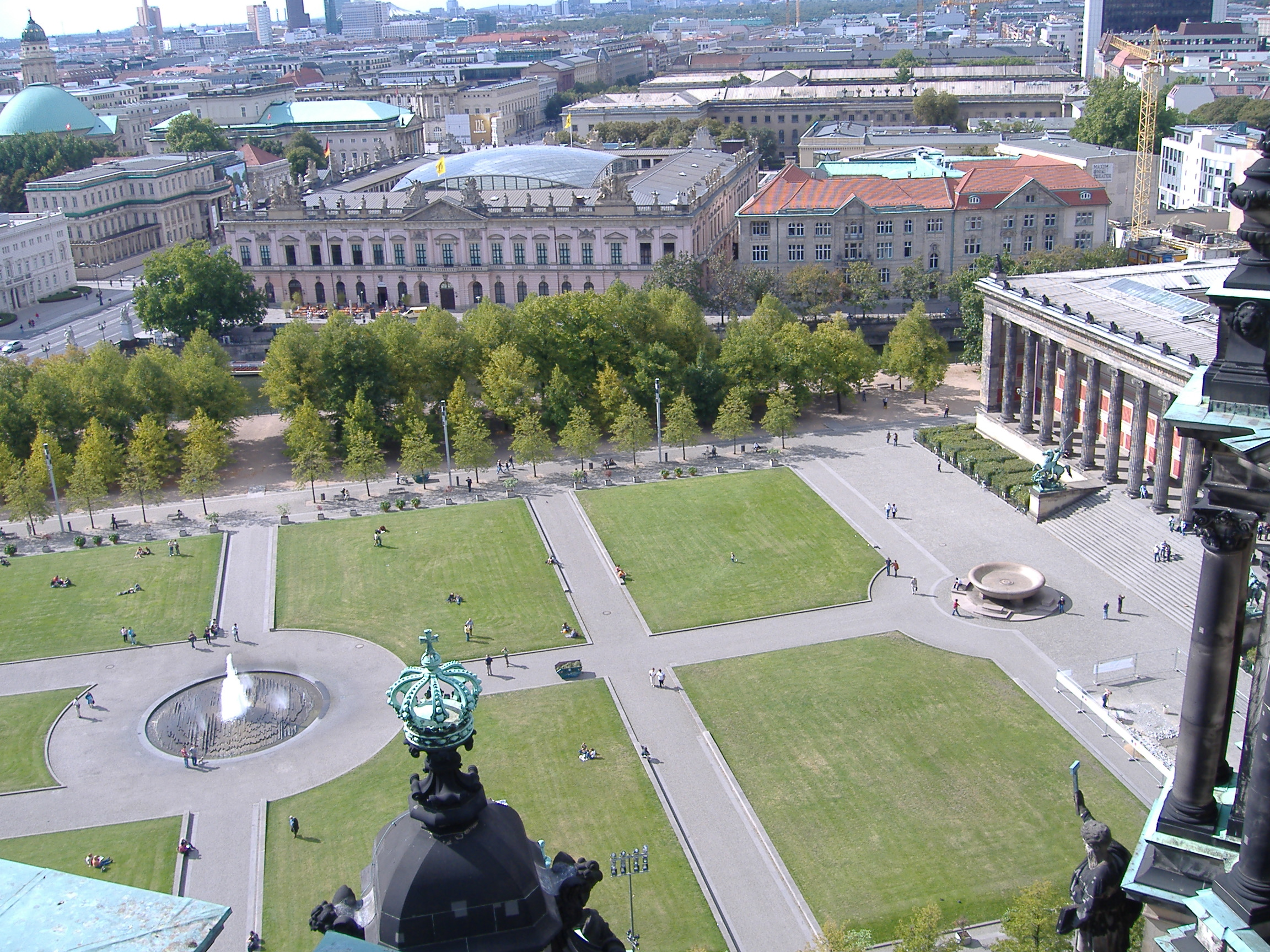
Zicht vanaf de Berliner Dom op de Lustgarten

De Lustgarten in de Duitse hoofdstad Berlijn is een park op het Museumsinsel in het district Mitte. Het park was oorspronkelijk de tuin van het Berliner Stadtschloss.

## Geschiedenis

### De eerste tuin
Het noordelijke deel van het eiland waar het park op ligt (het zogenaamde Spreeinsel) is uit een zandbank ontstaan en was van oorsprong vrij drassig. Terwijl op het zuidelijke deel van het eiland tussen de armen van de Spree in de 13e eeuw de stad Cölln ontstond en even noordelijk daarvan vanaf 1442 op het centrale deel een burcht voor de keurvorst Frederik II gebouwd werd, is over het gebruik van het noordelijke deel van het eiland, waar tegenwoordig de Lustgarten ligt, niets bekend. In 1471 werd het noordelijke gedeelte voor het eerst vermeld, maar men kan ervan uitgaan, dat het gebied ook voor dat jaar als tuin werd gebruikt.

### Corbinianus' moestuin
Ten tijde van keurvorst Johan George werd het gebied in 1573 in het kader van de uitbreiding van de burcht tot moestuin ingericht. Verantwoordelijk hiervoor was de hoftuinman van Johan George, Desiderius Corbinianus. Een deel van de tuin werd gebruikt voor het verbouwen van kruiden. Ook fruitbomen waren in de tuin te vinden. Vermoedelijk werd een gedeelte van het terrein ook voor hoffelijke feestelijkheden gebruikt.
Tijdens de Dertigjarige Oorlog werd ook de tuin verwoest, waarna deze verwilderde.

### Het plan van Memhardt

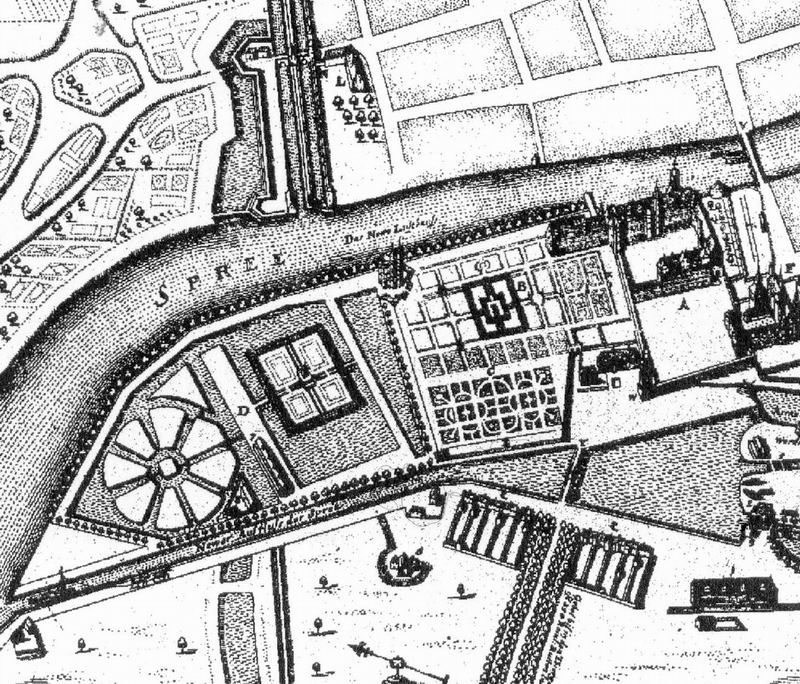
Gedeelte van het plan van Memhardt uit 1652: Lustgarten en het gebied rond het slot

Pas in 1645 gaf de belangrijke keurvorst Frederik Willem de opdracht om de tuin te herstellen. Hij liet de tuin door de legeringenieur Johann Mauritz en hoftuinman Michael Hanff naar voorbeeld van Nederlandse tuinen nieuw en kunstzinnig inrichten. Het gebied liep vanuit het zuidwesten licht af in terrassen en draagt sinds 1646 de naam Lustgarten. 
Grote invloed op de vormgeving van de tuin kwam vermoedelijk van slotbouwmeester Johann Gregor Memhardt, die zijn ideeën in 1652 in een plan voor de inrichting van Berlijn (het Memhardtplan) naar voren bracht. Dit plan voorzag in een driedelige tuin, die slechts gedeeltelijk verwezenlijkt werd. Naast de eigenlijke Lustgarten, waarin onder andere een arboretum, een volière, een tuinhuis, heggen, standbeelden en sculpturen moesten komen, ontwierp Memhardt een westelijk aansluitende watertuin met fonteinen en moestuinen, die ook exotische planten en kruiden moest bevatten.
Het tuinhuis, met een onderaardse kunstmatige grot, werd al in 1650 in Nederlandse stijl gebouwd. Ook voor de in 1649 uit Nederland ingevoerde aardappelen werd in 1652 een apart gebouw opgericht, waarin naast aardappelen ook tomaten en sierplanten gekweekt werden. Door een fout in het verwarmingssysteem brandde het gebouw in 1655 af. Het werd in 1656 herbouwd, om vervolgens in 1658 weer afgebroken te worden, om plaats te maken voor vestingwerken. Vanwege de bouw van de vesting Berlijn werden slotgrachten aangelegd, die de Lustgarten doorsneed en de stadsgrachten van Cölln met de Spree verbond. Een gedeelte van de Lustgarten moest daarom verlegd worden.
De botanicus en hofarts Johann Sigismund Elsholtz werd in 1657 tuinopzichter en daarmee verantwoordelijk voor de groenvoorzieningen. Hij ontwikkelde de tuin in de daaropvolgende jaren tot de eerste botanische tuin van Berlijn. De openbaar toegankelijke tuinen waren een geliefd trefpunt voor de Berlijnse bevolking en de eerste tuin- en parkgebieden van de stad. Tot dat moment kende Berlijn slechts markten, kerkpleinen en exercitieterreinen. In 1685 werd het tuingebied in het noorden door Johann Arnold Nering van een halfronde oranjerie voorzien.

### Exercitieterrein
Koning Frederik Willem I schatte de waarde en het belang van de Lustgarten niet hoog in en liet het gebied in het jaar van zijn kroning (1713) tot een met zand bedekte exercitieplaats ombouwen, waar zijn legerkorpsen konden oefenen. De standbeelden en de oranjerie werden naar Charlottenburg verplaatst. In 1738 werd het tuinhuis aan de handelslieden overgegeven. Op de bovenverdieping werd de Berlijnse beurs ingericht en op begane grond kwam een beeldhouwwerkplaats. In 1798 werd het volledige gebouw afgebroken ten behoeve van nieuwbouw voor de beurs. Op de plaats van het gebouw waar onder andere aardappelen werden gekweekt kwam in 1749 een opslagplaats. 
Ook Napoleon Bonaparte liet na zijn intocht op 27 oktober 1806 op de exercitieplaats zijn troepen oefenen. Vanaf 1790 werd op de zandvlakte gras gezaaid.

### Lennés parkgebied

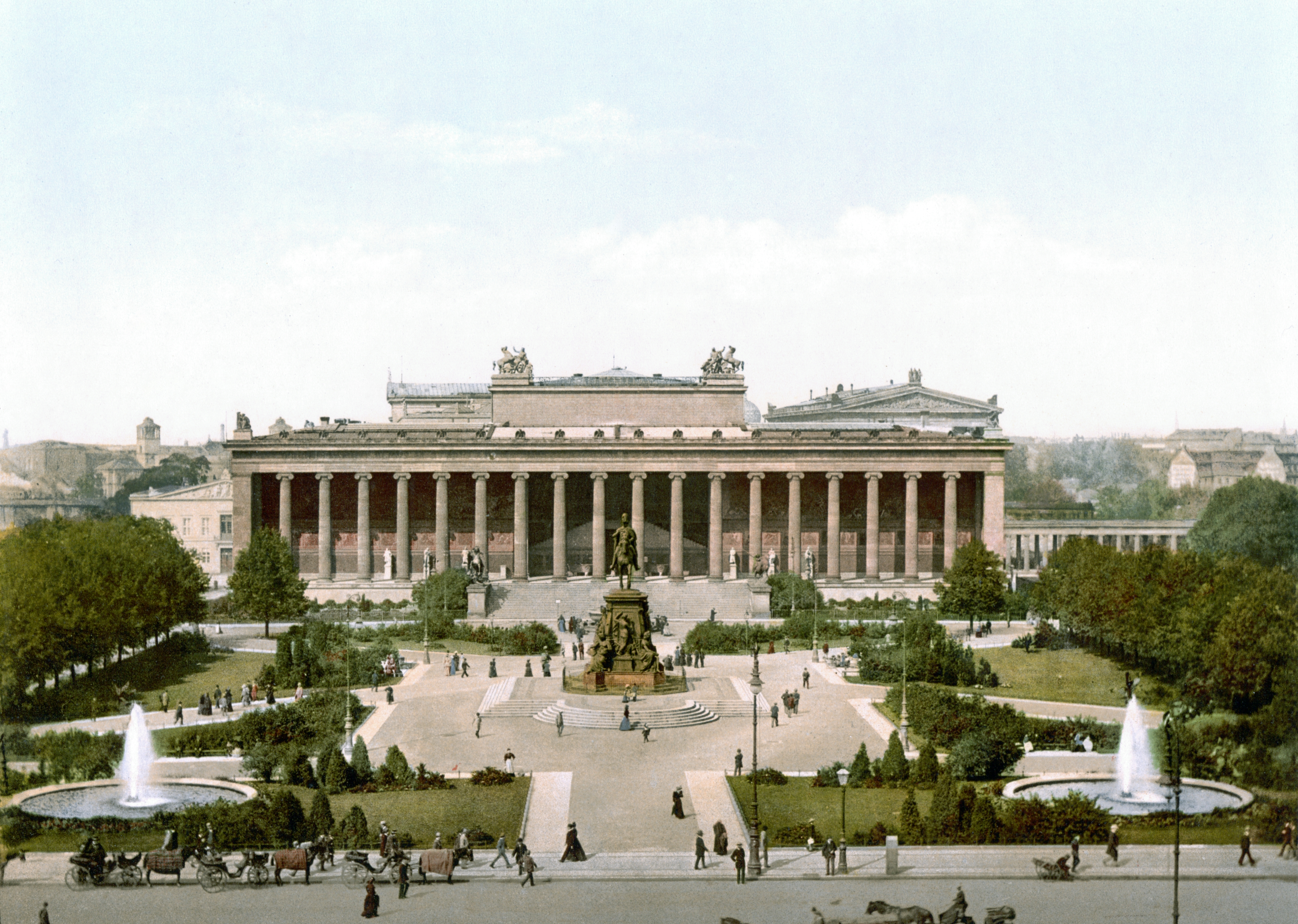
De Lustgarten naar plannen van Lenné rond 1900

De vanaf het midden van de 18e eeuw opgerichte en in 1750 ingewijde barokke Berliner Dom werd tussen 1820 en 1822 door Karl Friedrich Schinkel gemoderniseerd en in de stijl van het classicisme omgebouwd. In de daaropvolgende jaren werd het noordelijke gedeelte van het eiland tot Museumsinsel omgevormd en van 1825 tot 1828 bouwde men aan het eveneens door Schinkel ontworpen Koninklijke Museum (het huidige Altes Museum)
Verdergaand op het basisplan van Schinkel werd van 1826 tot 1829 door Peter Joseph Lenné het door de Spree, het Stadtschloss, de Dom en het Altes Museum ingesloten stuk grond van de Lustgarten opnieuw ingericht. Het rechthoekige gebied werd met groen beplant en in zes grasvelden ingedeeld, die westelijk en oostelijk door kastanjebomen werden omsloten. Uit de beide noordelijke velden werd voor de trappen van het Altes Museum een halfrond uitgesneden. Op het snijpunt van de vier zuidelijke grasvelden bevond zich een 13 meter hoge fontein. De watertoevoer werd door een stoommachine verzorgd, die in een door Schinkel ontworpen gebouw ten noorden van het oude beursgebouw was ondergebracht. Het water stroomde weg over een met graniet bedekt gemetseld kanaal, waarvan de afwateropening nog altijd in de muur van het Spreekanaal te zien is.

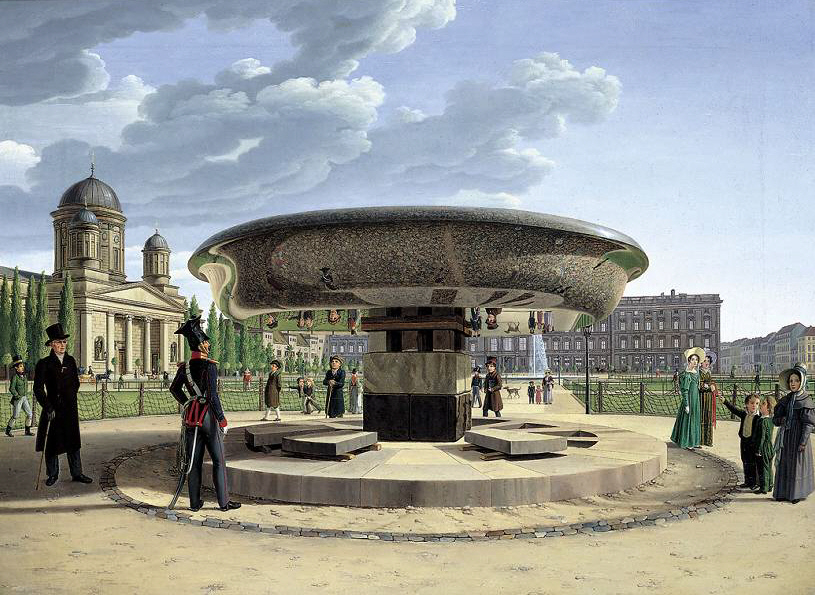
Johann Erdmann Hummel: Granieten schaal in de Lustgarten, 1831

In 1831 werd voor de trappen van het Koninklijke Museum een granieten schaal geplaatst van 6,91 meter in doorsnede. Deze schaal werd door metselaar en bouwmeester Christian Gottlieb Cantian uit een enkele granieten steen gevormd.
In 1871 werd de fontein vervangen door een standbeeld van Frederik Willem III te paard.
Tussen 1894 en 1905 werd de Berliner Dom door Julius Carl Raschdorff vervangen voor een beduidend groter kerkgebouw in de stijl van de Italische Renaissance. Daarmee werd Schinkels classicistische ensemble van Altes Museum, Dom en Lustgarten verbroken.

### Weimarrepubliek en naziperiode
Ten tijde van de Weimarrepubliek diende de Lustgarten voor vele politieke betogingen van voornamelijk de arbeidersbeweging. Zo demonstreerden op 31 augustus 1921 500.000 Berlijners in de Lustgarten tegen de zich steeds versterkende rechts-radicale terreur. Een dag na de moord op Walther Rathenau vond op 25 juni 1922 in de Lustgarten een spontane protestbetoging plaats waaraan 250.000 Berlijners meededen. Op 7 februari 1933 demonstreerden 200.000 mensen tegen de zojuist benoemde Rijkskanselier Adolf Hitler en zijn NSDAP-regering.
Ook de nationaalsocialisten benutten de Lustgarten als plaats voor manifestaties en betogingen. Zo lieten zij het gebied van 1934 tot 1935 tot een betegelde paradeplaats ombouwen. De granietschaal werd hiervoor verplaatst naar een aangrenzend plantsoen ten noorden van de Dom.
Op 18 mei 1942 vond een brandaanslag op de propagandatentoonstelling Das Sowjetparadies plaats. Deze werd gepleegd door een verzetsbeweging onder leiding van Herbert Baum. Baum en 33 volgelingen werden gevangengenomen en gefusilleerd. Eind mei werden bovendien nog eens 500 joden vermoord in een vergeldingsactie.
Door luchtaanvallen van de geallieerden werden de Lustgarten en de omliggende gebouwen van het Musumsinsel voor 80% verwoest. Talrijke kunstwerken van de musea werden in 1939 slachtoffer van vernietiging tijdens de naziactie Entartete Kunst. Tijdens de luchtaanvallen verbrandden vele van de overige kunstwerken alsnog.

### De DDR-tijd en de periode na de Duitse hereniging

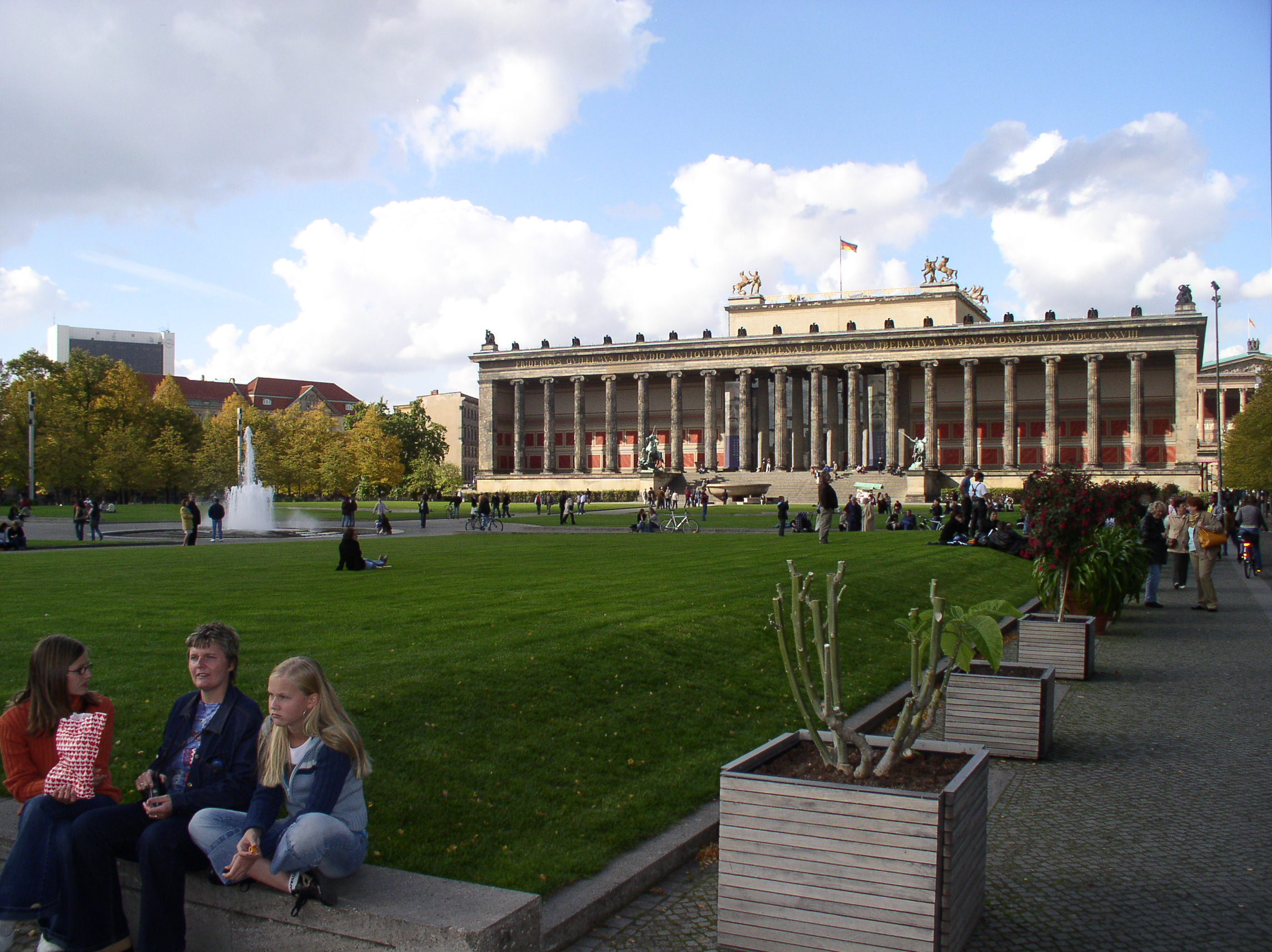
De Lustgarten, op de achtergrond het Altes Museum

Ludwig Justi, de algemene directeur van de musea, was de hoofdverantwoordelijke voor het wederom in gebruik nemen van het Museumsinsel ten tijde van de DDR. Hij leidde het terugbrengen van kunstwerken die naar de Sovjet-Unie gebracht waren en de wederopbouw van het Altes Museum en het Pergamonmuseum. Ook de zwaar beschadigde Berliner Dom werd vanaf 1975 wederopgebouwd. Het Stadtschloss werd in 1950 op bevel van Walter Ulbricht opgeblazen. De vrijgekomen ruimte werd Marx-Engels-Platz genoemd (tegenwoordig Schlossplatz), hetgeen een paradeplaats en stedenbouwkundige leegte tegenover de Lustgarten werd, die daardoor zijn stedenbouwkundige samenhang grotendeels verloor. Op een gedeelte van het gebied van het Stadtschloss werd later het Palast der Republik gebouwd.
De Lustgarten zelf werd in 1951 met lindebomen beplant. De in nazitijd aangelegde betegeling met rechthoekige patronen bleef echter behouden. Ook de granieten schaal van Christian Gottlieb Cantian, die tegenwoordig onder monumentenzorg valt, werd in 1981 weer op zijn oude plaats voor het Altes Museum geplaatst.
Im 1981 werd in de Lustgarten een door Jürgen Raue gemaakte gedenksteen geplaatst, die aan de aanslag van de verzetsgroep van Herbert Baum herinnerd. In 2000 werden historische feiten toegevoegd, die ook de selectieve en propagandistische manier van kijken ten tijde van de DDR verduidelijken.  
Na de Duitse hereniging werd bediscussieerd of de Lustgarten opnieuw moet worden ingericht naar de oude plannen van Peter Joseph Lenné. Na een wedstrijd werd de Lustgarten uiteindelijk tot 1999 naar plannen van landschapsarchitectenbureau Atelier Loidl ingericht, waarbij een groot deel van de lindebomen sneuvelde. Deze werden echter vervangen door nieuwe beplanting langs de Spree.